# Crepicardus cribricollis
Crepicardus cribricollis – gatunek chrząszcza z rodziny sprężykowatych i plemienia Crepidomenini.

## Taksonomia
Gatunek został opisany w 1929 przez E. J.-B. Fleutiaux. W rodzaju Crepicardus tworzy wraz z C. madagascariensis i C. klugii grupę gatunkową klugii.

## Występowanie
Gatunek jest endemitem Madagaskaru.